# Пономаренко, Пантелеймон Кондратьевич
Пантелеймо́н Кондра́тьевич Пономаре́нко (27 июля [9 августа] 1902, Кубанская область, Российская империя — 18 января 1984, Москва, СССР) — советский партийный и государственный деятель. Первый секретарь ЦК КП(б) Белоруссии (1938—1947) и глава правительства Белорусской ССР (1944—1948), начальник Центрального Штаба партизанского движения (1942—1943, 1943—1944), министр заготовок СССР (1950—1952), заместитель председателя Совета Министров СССР (1952—1953), министр культуры СССР (1953—1954), первый секретарь ЦК КП Казахстана (1954—1955), посол СССР в Польше (1955—1957), Индии и Непале (1957—1959), Нидерландах (1959—1962), представитель СССР при МАГАТЭ (1963—1965). Генерал-лейтенант (25 марта 1943). Чрезвычайный и полномочный посол (1955).
Член партии с 1925 года, член ЦК (1939—1961), секретарь ЦК (1948—1953), член Президиума ЦК КПСС (1952—1953), кандидат в члены Президиума (1953—1956). Депутат Верховного Совета СССР (1940—1958), член Президиума Верховного Совета СССР (1941—1951, 1954—1958).

## Биография
Родился на хуторе Шёлковском станицы Белореченской Майкопского отдела Кубанской области (Кореновском районе, Платнировском сельском совете, в хуторе Щегловском) (ныне Белореченский район Краснодарского края) в крестьянской семье выходца из Харьковской губернии, украинец. Уже в 12-летнем возрасте поступил подмастерьем в шапочную мастерскую, затем переквалифицировался в кузнецы.
В 1918 году был призван в Красную Армию (по другим данным — вступил добровольцем), участник Гражданской войны, принимал участие в обороне Екатеринодара (ныне Краснодар) от частей Белой Добровольческой армии.
С 1919 года работал на Северном Кавказе на нефтепромыслах, а затем на железнодорожном транспорте. В 1922—1926 годах — на комсомольской работе на Кубани, в 1925 году вступил в РКП(б), в том же году утверждён заведующим агитпропотделом Нареповского райкома партии Азово-Черноморского края.
В 1927 году окончил Краснодарский рабфак и в том же году поступил в Московский институт инженеров транспорта.
С 1930 года — инспектор по приёмке паровозов Мичуринского паровозоремонтного завода Тамбовской области.
В 1931—1932 годах продолжил учёбу, в 1932 году окончил Московский электромеханический институт инженеров железнодорожного транспорта (образованный из МИИТа в 1931 году), после его окончания в том же 1932 году помощник директора Московского института инженеров транспорта.
В 1932—1936 годах — на службе в РККА: в 1932—1933 годах — командир железнодорожного батальона в Белорусском военном округе, в Могилёве; 1934—1935 годах — в железнодорожном батальоне Отдельной Краснознамённой Дальневосточной армии, в 1936 году в Московском военном округе.
В 1936 году — инженер в КБ Всесоюзного электротехнического института (Москва), секретарь парткома института.
С 1938 года — в аппарате ЦК ВКП(б) (его выдвижению туда поспособствовал А. С. Чуянов): инструктор, заместитель заведующего отделом руководящих партийных органов (которым на тот момент заведовал Г. М. Маленков).
Как вспоминал А. С. Чуянов, сам в ту пору инструктор ЦК: «Занимаясь с кадрами Московского электротехнического института я обнаружил, что на посту секретаря парткома этого института работает П. К. Пономаренко. Кажется, знакомый по Кореневскому району товарищ, вместе работали. Пригласил его в ЦК для знакомства. И не ошибся. Это был Пантелей Пономаренко с Кубани. Теперь научный работник института и секретарь парткома. Вспомнили дела и дни кубанских комсомольцев, работу среди казачьей молодёжи. Не отпуская Пантелея из ЦК, я решил „показать“ его руководству: М. А. Бурмистенко [он тогда занимал пост заместителя заведующего организационно-распределительным отделом ЦК ВКП(б)] заинтересовался им и представил секретарю ЦК Андрею Андреевичу Андрееву рекомендацию использовать П. К. Пономаренко на работе в аппарате ЦК. Предложение было принято». По утверждению Чуянова, именно Андреев предложил направить Пономаренко в Белоруссию.
В 1938—1947 годах — первый секретарь ЦК КП(б) Белоруссии. Первое своё выступление, которое состоялось 8 июля 1938 года в Гомеле, Пономаренко посвятил задаче «выкорчёвки врагов». Известна и его шифровка Сталину с просьбой увеличить для БССР количество репрессированных по 1-й категории (расстрел) на 2 000 человек, а по второй (тюрьма или лагерь) — на 3000.
С сентября 1939 года также член Военного совета Белорусского особого военного округа, принимал участие в руководстве войсками, вошедшими на территорию Западной Белоруссии.
В годы Великой Отечественной войны состоит членом военных советов ряда фронтов, руководил партизанским движением. Генерал-лейтенант (25 марта 1943). С 27 июня 1941 года — член Военного Совета Западного фронта. С 24 июля по 25 августа 1941 года — член Военного Совета Центрального фронта. С 4 октября по 29 октября 1941 года — член Военного Совета Брянского фронта. С декабря 1941 года — член Военного Совета 3-й ударной армии Калининского фронта. В сентябре 1941 года по своей инициативе направил доклад И. В. Сталину о необходимости постоянной организационной работы по развёртыванию партизанского движения на оккупированных территориях. В декабре Сталин вызвал Пономаренко и имел с ним многочасовую беседу, окончившуюся поручением готовить конкретные предложения по созданию централизованного органа по руководству партизанским движением и по всемерной помощи действующим партизанским отрядам. С 30 мая 1942 по март 1943 года — начальник Центрального штаба партизанского движения при Ставке Верховного Главнокомандования. Летом 1942 года по инициативе П. К. Пономаренко рассматривался вопрос сразу двух национальных белорусских армий из числа белорусов и уроженцев Белорусской ССР численностью в 154 000 человек. Но после перелома в Сталинградской битве от его реализации Сталин отказался. В марте — апреле 1943 года — член Военного Совета Центрального фронта. С мая 1943 по 13 января 1944 года вновь начальник Центрального Штаба партизанского движения.
Как сообщает Военно-биографический словарь: «Под его началом ЦШПД непосредственно руководил подчинёнными штабами партизанского движения и партизанскими формированиями, подготавливал и проводил крупные партизанские операции („Рельсовая война“, „Концерт“ и др.), обеспечивал взаимодействие партизанских сил и объединений Красной Армии, обобщал и распространял боевой опыт, организовывал подготовку командных кадров и специалистов для партизанский формирований».
С 1944 года он также и председатель Совета Народных Комиссаров (с 1946 года Совета Министров) Белорусской ССР (по 1948 год).
На посту 1-го секретаря ЦК КП(б) Белоруссии его в 1947 году, по его же рекомендации, сменил Н. И. Гусаров.
С 1 июля 1948 года секретарь ЦК ВКП(б), курировал вопросы планирования, финансов, торговли и транспорта.
Вместе с М. А. Сусловым готовил проект постановления ЦК ВКП(б) по «ленинградскому делу» (1949). Одновременно с октября 1950 по декабрь 1952 года министр заготовок СССР. С 16 октября 1952 до 5 марта 1953 года член Президиума ЦК КПСС. С 12 декабря 1952 года по 15 марта 1953 года — заместитель председателя Совета Министров СССР по заготовкам сельхозпродуктов и сельхозсырья.
Существует неподтверждённая документально версия о том, что Сталин перед своей смертью проводил назначение Пономаренко на должность председателя Совета Министров СССР. То, что Сталин, в частности, ориентировался на П. К. Пономаренко как на своего преемника, утверждал генерал И. П. Потапов, на этом же настаивал А. Лукьянов. «Соглашаясь с тезисом о том, что Пономаренко был в фаворе у вождя народов, профессор Э. Иоффе вместе с тем находит явно неубедительной версию о том, что Сталин рассматривал его в качестве своего преемника на посту главы союзного Совмина».
После смерти Сталина П. К. Пономаренко лишился постов секретаря ЦК и заместителя председателя Совета министров СССР, переведён в кандидаты в члены Президиума ЦК КПСС (с 5 марта 1953 по 27 февраля 1956 года) и назначен на второстепенную должность министра культуры СССР. В 1953—1954 годах первый министр культуры СССР. Вячеслав Огрызко называет его либеральным на этом посту, П. К. Пономаренко, пишет он, «предложил перейти в области идеологии от удушения свобод к идеологическому нэпу».
В 1954—1955 годах — первый секретарь ЦК КП Казахстана. В 1954 году после освобождения историка Е. Бекмаханова выступил с резким осуждением его ареста.
Пономаренко считался человеком Маленкова,так как был женат на сестре его жены Голубцовой, и поэтому был снят с должности после его смещения в 1955 году и отправлен «в ссылку» на дипломатическую работу. С 8 мая 1955 по 3 октября 1957 года — чрезвычайный и полномочный посол СССР в Польской Народной Республике. С 26 октября 1957 по 22 апреля 1959 года — чрезвычайный и полномочный посол СССР в Индии и по совместительству в Королевстве Непал. С 30 июня 1959 по 21 июня 1962 года — чрезвычайный и полномочный посол СССР в Королевстве Нидерланды. Через 3 года работы в Нидерландах Правительство Нидерландов объявило его «персоной нон грата», и в октябре 1961 года Пономаренко был отозван в связи со следующим инцидентом:

Могила Пономаренко на Новодевичьем кладбище Москвы.

Учёный Алексей Голуб и его жена работали в Институте химии АН СССР в Свердловске (ныне это Институт химии твёрдого тела Уральского отделения РАН) и занимались вопросами влияния радиоактивности на человеческий организм. Во время посещения Нидерландов они решили попросить политическое убежище. Когда жену Голуба привели в отделение полиции Амстердамского аэропорта, чтобы спросить, желает ли она тоже остаться в Нидерландах, в отделение полиции ворвались 10 сотрудников советского посольства во главе с Пономаренко и силой увели её в офис «Аэрофлота». При этом посол получил удар в нос от голландского полицейского. В конце концов жена Голуба заявила, что хочет уехать обратно в СССР, а через полгода вернулся и сам Алексей Голуб.
В 1963—1965 годах — представитель СССР при МАГАТЭ.
С 1965 года преподаватель Института общественных наук при ЦК КПСС.
С 1978 года персональный пенсионер союзного значения. Похоронен на Новодевичьем кладбище.
Супруга — Вера Георгиевна Пономаренко (1906—1994).
Его именем названы улицы в Минске и Могилёве, завод в Гомеле (ОАО «Гомельский завод пусковых двигателей»).
В 2012 году в Национальном архиве Республики Беларусь проходила выставка, посвящённая 110‑летию со дня рождения П. К. Пономаренко.

## Награды
- четыре ордена Ленина (1942, 8 августа 1952 и др.)[2],
- Орден Октябрьской Революции,
- Орден Суворова I степени (15 августа 1944),
- Орден Отечественной войны I степени (1 февраля 1945),
- Орден «Знак Почёта»,
- польский орден «Крест Грюнвальда» I степени.

## Сочинения
- Освобождение Белоруссии. Минск, 1944;
- Тридцать лет Советской власти в Белоруссии. Минск, 1947;
- Непокорённые. М., 1975;
- Всенародная борьба в тылу немецко-фашистских захватчиков. 1941–1944. М., 1986;
- События моей жизни // Неман. 1992. № 3–4.